# 킹구다이 유물

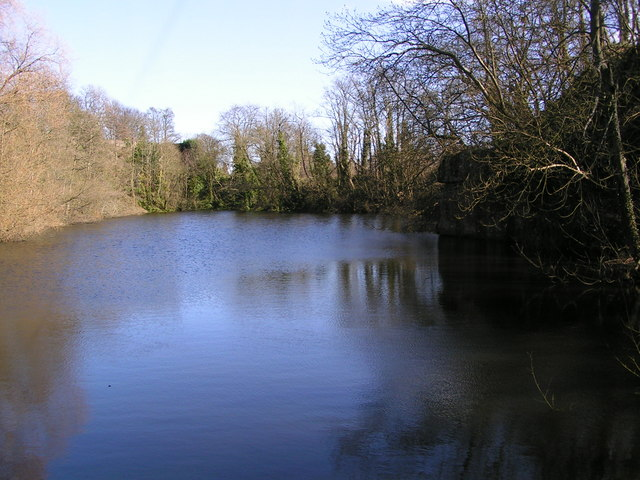
킹구다이 인공물이 발견된 킹구다이 채석장.

킹구다이 유물(Kingoodie artifact) 또는 킹구다이 망치(Kingoodie hammer)는 1844년 스코틀랜드 킹구다이의 킹구다이 채석장 데본기 사암의 덩어리에서 발견된, 부식된 철 못의 특성을 가진 개체이다.